# 西鯡屬
西鯡屬是鯡亞目鲱科中的一个属。和其它鲱鱼不同的是它们的身体比较高，在河里排卵。它的种分布在大西洋和地中海两岸以及在里海和黑海。在排卵的时候它们往往可以在淡水里，有些甚至长期生活在陆上的淡水里。

## 外形
西鯡屬的种类的背部和头的上部颜色深，有蓝色、紫色或者绿色的光泽，有些有灰色或者绿色的背。头的后部往往有斑点，各个种的鳍不同。大多数种的重量小于300克，仅仅長體西鯡可达两千克。

## 生物学
西鲱能够感测超声波，这是鱼类里独一无二的。这个特征是首先在野外考察藍背西鯡时发现的，后来在实验室里被证实。这个特征可能可以帮助它们逃避海豚使用回声探测食物。西鲱一般生活在浮游生物界（遠洋帶）。它们多數為溯河洄游的魚類－－在淡水里排卵，但是生活在海水里－－除了部分完全生活在淡水里的物种外。雄鱼一般比雌鱼早熟一年。它们在深春或者夏季排卵。大多数鱼在排卵后不久就死了。西鲱的适应性非常强，能够很快地适应它们生活环境的变化，因此它们生活在不同的温度和水域里。

## 生长周期和繁殖
西鯡一般都是在淡水里繁殖，在海水里生活的，因此它们的生活面临了许多挑战。在洄游过程中它们要克服多重障碍和经过多种水域。对于一些种来说尤其河口是一个非常重要的因素。河口各不相同，这里的环境和相互作用不断变换。盐度、食物和猎手也不断变换。许多成年西鲱在排卵后就死了，而年轻的西鲱则必须从它们出生的地方洄游到海里。不同种的鱼的洄游长度不同，而洄游的长度却往往影响幸存的可能性。
各个种的繁殖不同。在伊朗水域的研究显示各个种排卵的时间、地点和水温都不一样。各个种的生殖力也不一样。有些种在4月就排卵了，有些要等到8月。水温的变异从设施11度到27度。生殖力从产2万枚卵到产31.2万枚卵不同。
西鲱可以活到10年，但是这很不寻常，大多数鱼在产卵后就死了。

## 分类
西鯡屬的分类和分布很复杂。这个属的种生活在许多环境裡，许多分类单元屬於洄游性魚類；有少许种只生活在内陆水域里，其中包括一種生活在爱尔兰基拉尼、两种生活在意大利北部的湖泊里，两種生活在希腊。一些种原生於黑海和里海中。使用第一鳃弓里鳃耙的数量可以系统地定义生活在里海的种类。它们可以被分为多鳃耙，中鳃耙和单鳃耙。多鳃耙的主要是吃浮游植物的，单鳃耙的鳃耙很大，是食肉的，中鳃耙的是混食的。大多数生活在北美的西鲱生活在佛罗里达，不过大多数种的分布很广。
这一類群的鱼以其形态非常易於适应不断變動的食物來源而著名。一些种似乎是最近演化的，这使得分子分析很困难。此外杂交种在西鯡屬的系统发生学也常出现。除美洲西鯡外，其它生活在北美洲的种或可分入一个亚属 Pomolobus；相反地，雖曾有提議將生活在里海的种类分入一个独立的属 Caspialosa，但由于被判定為屬於並系群而並没有被採納。

### 根据地理分的种类

#### 北美
- 蓝背西鲱 Alosa aestivalis
- 阿拉巴馬西鯡 Alosa alabamae
- 墨西哥灣西鯡 Alosa chrysochloris
- 北美西鯡 Alosa mediocris ：又稱柔西鯡。
- 灰西鯡 Alosa pseudoharengus ：又稱擬沙西鯡。
- 美洲西鯡 Alosa sapidissima

#### 西欧和地中海
- 阿戈西鲱 Alosa agone ：又稱尼羅西鯡。
- 阿爾及利亞西鯡 Alosa algeriensis
- 西鯡 Alosa alosa
- 芬塔西鯡 Alosa fallax ：又稱偽西鯡。
- 愛爾蘭西鯡 Alosa killarnensis ：又稱歐洲西鯡。

#### 里海、黑海和巴尔干半岛
- 勃氏西鯡 Alosa braschnikowi ：又稱布氏西鯡。
- 波斯西鯡 Alosa caspia 
  - 裡海西鯡 Alosa caspia caspia
  - 安氏西鯡 Alosa caspia knipowitschi ：又稱尼氏裏海西鯡。
  - 波斯西鯡 Alosa caspia persica ：又稱帕西凱西鯡。
- 庫拉西鯡 Alosa curensis
- 長體西鯡 Alosa immaculata ：又稱無斑西鯡。
- 黑背西鯡 Alosa kessleri
- 馬其頓西鯡 Alosa macedonica
- 黑海西鯡 Alosa maeotica
- 大眼西鯡 Alosa saposchnikowii ：又稱薩氏西鯡。
- 圓頭西鯡 Alosa sphaerocephala
- 蘇氏西鯡 Alosa suworowi
- 亞速海西鯡 Alosa tanaica ：又稱泰那西鯡。
- 希臘西鯡 Alosa vistonica
- 伏爾加西鯡 Alosa volgensis

## 商业捕鱼
| 年度商业捕鱼吨数 | 年度商业捕鱼吨数 | 年度商业捕鱼吨数 | 年度商业捕鱼吨数 | 年度商业捕鱼吨数 | 年度商业捕鱼吨数 | 年度商业捕鱼吨数 |
| 1999年           | 2000年           | 2001年           | 2002年           | 2003年           | 2004年           | 2005年           |
| ---------------- | ---------------- | ---------------- | ---------------- | ---------------- | ---------------- | ---------------- |
| 788,770          | 860,346          | 665,284          | 589,692          | 524,800          | 569,160          | 605,548          |

## 管理
由于它们产卵地区被堤坝挡住、生存环境被破坏、环境污染和过度打鱼西鯡的数量多年来一直在降低。因此西鲱管理呼吁立法保护，以及采取措施降低捕捞数量